# Mixed Blood (film 1916)
Mixed Blood è un film muto del 1916 diretto e prodotto da Charles Swickard

## Trama
Nita Valyez, mezza spagnola e mezza irlandese, è nel contempo attratta e disgustata da Carlos, un uomo violento e pericoloso. Allo stesso tempo, lo sceriffo Big Jim le suscita un tiepido interesse. Quando Carlos uccide un commerciante, la costringe a fuggire insieme a lui. Jim, messosi sulle loro tracce, li ritrova in una piccola città sul confine dove infuria un'epidemia. Carlos è morente e Nita si prende cura di lui con grande devozione. Jim, pur se toccato da quella manifestazione di amore, porta via Nita, sia per salvarla sia per convincerla ad amarlo.

## Produzione
Il film fu prodotto dall'Universal Film Manufacturing Company (con il nome Red Feather Photoplays).

## Distribuzione
Distribuito dall'Universal Film Manufacturing Company (con il nome Red Feather Photoplays), uscì nelle sale cinematografiche USA il 18 dicembre 1916.